# Феодор (епископ Новгородский)
Епископ Феодор — епископ Русской православной церкви, епископ Новгородский.

## Биография
О происхождении и образовании его сведений не сохранилось.
Рукоположен был в 1069 году из иноков Киево-Печерской обители. Первый год его святительства ознаменовался нападением на Новгород Всеслава Брячиславича, который, однако, был разбит.
О последующих годах его святительства сохранилось мало известий. В его время появились волхвы в некоторых больших городах. Сначала явился волхв в Киеве в 1071 году, потом в Ростовской области и, наконец, в Новгороде. В Новгороде волхв выдавал себя за бога, хулил веру христианскую, говорил, что всё знает и что перед всеми перейдет Волхов как посуху, епископ Феодор явил себя в эти критические минуты достойным пастырем. Он облачился в святительские одежды, вышел на площадь и, держа крест в руках, говорил черни: «Если кто верит кресту, тот пусть идет за мною». Жители разделились на две партии. Князь Глеб с дружиной пошли и стали около епископа, а чернь пошла к волхву. Князь убил волхва, чем и предотвратил неминуемую смерть святителя.
Епископ Феодор правил паствою до 1078 года, когда скончался от укуса бешеной собаки в ногу. Погребён в Новгородском Софийском соборе, против правого соборного клироса.